# Salîmivșciîna, Șîșakî
Salîmivșciîna (în ucraineană Салимівщина) este un sat în comuna Sahaidak din raionul Șîșakî, regiunea Poltava, Ucraina.

## Demografie
Componența lingvistică a localității Salîmivșciîna
     Ucraineană (90,91%)
     Rusă (9,09%)
Conform recensământului din 2001, majoritatea populației localității Salîmivșciîna era vorbitoare de ucraineană (90,91%), existând în minoritate și vorbitori de rusă (9,09%).